# ジョン・マカフィー
ジョン・マカフィー（John McAfee、1945年9月18日 - 2021年6月23日）は、アメリカ合衆国のコンピュータプログラマでマカフィーの創業者。アンチウイルスソフトウェア・デザイン・ウイルススキャナ開発の先駆者。イギリス生まれ。

## 来歴
マカフィーは1945年9月18日、イングランド、グロスタシャーのディーンの森にあるシンダーフォードの米軍基地で、駐留していたアメリカ人兵士の父ドン・マカフィーとアイルランド系イギリス人の母ジョーン・ウィリアムズの間に生まれた。父はバージニア州ロアノーク出身で、マカフィーは主にバージニア州セイラムで育ったが、アメリカ人であると同時にイギリス人であると感じていたと語っている。彼は、父親からいつ殴られるかわからないという恐怖の中で幼少期を過ごし、何故このようなことが自分の身に起こるのか理解できずに苦しんだ。15歳のとき、BBCのコラムニストが「DVアル中」と評した父親が銃で自殺した。2022年のドキュメンタリー映画『悪魔のハイウェイ：ジョン・マカフィーの数奇なる人生』では、マカフィーが父親を射殺し、自殺に見せかけたとされている。
1967年にロアノーク・カレッジで数学の学士号を取得し、2008年には名誉博士号を授与された。
1968年から1970年までニューヨークにあるNASAのゴダード宇宙科学研究所にプログラマーとして勤務。その後、UNIVACのソフトウェアデザイナー、ゼロックスのオペレーティングシステムアーキテクトを経て、1978年にコンピュータ・サイエンシズ・コーポレーションへソフトウェアコンサルタントとして入社。のち、ロッキードに勤務していた1980年代、自身のコンピュータがBrainウイルスに感染したのをきっかけにウイルス対策ソフトウェアの開発を始める。
1987年にアンチウイルス会社、McAfee Associates（マカフィーアソシエイツ）を設立。彼はシェアウェアビジネスモデルを用いてアンチウイルスソフトウェアを配布した最初の人物となった。1989年にはロッキードを退職し、カリフォルニア州サンタクララの自宅でマカフィーの経営に専念し、同社をセキュリティ対策のリーディングカンパニーに育てた。1994年に持株を売却して退職した後、インスタントメッセージプログラムの先駆け的存在であるPowWow を開発したTribal Voiceなどの創業に関わった。
2009年8月に『ニューヨーク・タイムズ』紙は、ピーク時には1億ドルにまで達した彼の個人資産が、世界金融危機の影響で400万ドルにまで下落したと報じた。
ヨーガのインストラクターでもあり、ヨーガに関する本も数冊執筆している。
2015年9月、次期アメリカ合衆国大統領選挙への出馬計画を公表した。
2020年10月6日に、米国での脱税によってスペインで拘束された。
2021年6月23日、収監中のスペインの刑務所にて死亡。死因は自殺と見られている。米国への移送が決まった直後であった。

## 逮捕歴
マカフィーは2008年ごろから、イギリスの旧植民地であるベリーズのリゾート地・アンバーグリス・キー（キーは島の一種）に住んでおり、近隣住民からは、銃と若い女が好きな変わり者として疎まれていた。2011年11月11日、マカフィーの隣に住むアメリカ人男性が自宅で首を撃たれて死亡しているのが発見され、以前より被害者と揉めていたマカフィーが重要参考人として指名手配された。この時点で関連性を否定していたが、この数か月前にも、ベリーズ警察は武器の不法所持と不法薬物の製造の件でマカフィーの身柄拘束と家宅捜索を行なっているが、マカフィー自身は重症の薬物依存者であったことを認めながらも1983年以降は薬物を断っており、地元政治家への献金を拒んだための報復だと主張していた。被害者の隣人は生前、マカフィーの飼っている凶暴な犬や攻撃的な武装警備員についての苦情の手紙を市長に送り、地元当局に対策を求めていた。マカフィーはこの隣人に飼い犬たちが毒を盛られていると疑い、自らの手で飼い犬を射殺していた。
捜査中は自宅敷地内で砂の中に体を埋め、息をするため頭だけ出して段ボールをかぶって隠れ、その後3週間に渡って20歳の恋人とベリーズ国内を逃走、同年12月、不法入国の疑いでグアテマラの拘留施設に収監された。亡命申請は拒否されたが、ベリーズへの引き渡しは免れ、アメリカへ送還された。マカフィーはベリーズに引き渡されたら殺されると主張していたが、ベリーズの首相はパラノイアの妄想であると一蹴した。
2012年11月12日、ベリーズ警察に殺人容疑で指名手配された。
その後、2012年12月5日、グアテマラ市近郊のホテルに滞在していた際、不法入国容疑でグアテマラ警察に逮捕され、アメリカに送還された。
2020年8月10日には、Covid-19のためのマスクではなく、口元に下着をつけて外出したため逮捕された。
2020年10月2日、スペインの空港で現地の警察当局により拘束される。
2020年10月5日、アメリカ合衆国司法省は脱税等の罪で起訴したと発表。有罪となると5年以上の刑が課される可能性があった。